# 九門口戰鬥 (北洋政府時期)
九門口戰鬥發生於1924年10月9日，地點則是在中國河北東北省境。是北洋政府直奉戰爭戰鬥之一，交戰兩方為直一軍及奉一路。戰鬥末了，奉一路獲勝，直軍敗退至河北南部。